# اولی‌ها
اولی‌ها فیلم مستندی به کارگردانی و نویسندگی عباس کیارستمی محصول سال ۱۳۶۳ است.

## داستان
این فیلم دربارهٔ لحظات به یادمانی کلاس اولی‌هاست. بچه‌ها که برای نخستین بار از خانواده‌هایشان جدا شده‌اند، ساعات زیادی را در مدرسه می‌گذرانند. واکنش آن‌ها در برابر این شرایط جدید یکسان نیست. برخی زود به این محیط عادت می‌کنند. اما دیگران نیاز به زمان دارند. این فیلم، بر رابطهٔ ناظم مدرسه با دانش‌آموزان کلاس اول دبستان تمرکز کرده است. آقای ناظم، روزها پشت میزش می‌نشیند و به امور بچه‌ها رسیدگی می‌کند. بیشترین وقت او صرف قضاوت میان بچه‌هایی می‌شود که باهم نزاع کرده‌اند و در درجهٔ بعد، بررسی و تنبیه انضباطی دانش‌آموزانی که با تأخیر به مدرسه رسیده‌اند. دقت در رفتار کودکان حوصله کردن در شنیدن پاسخ‌ها و پرسش‌ها، گلایه‌ها شکایت‌ها و بهانه‌ها دل سپردن به دنیای پر راز و رمز کودکان تشویق به موقع و تنبیه به جا و آشتی دادن کودک با محیط نا مأنوس و نسبتاً جدی مدرسه که برای اولین بار با آن برخورد می‌کند و بالاخره هدایت کودکان و پذیرش یک زندگی اجتماعی و نظم حاکم بر آن و تأکید بر لوزوم همکاری و معاونت در اداره آن
کیارستمی از اواخر مهر ۱۳۶۳ تا اوایل آذر برای تولید این مستند در مدرسه توحید به سر برده و روزانه چند ساعت فیلم گرفته تا فیلم ۸۴ دقیقه‌ای «اولی‌ها» را ساخته است.